# Albertus Bernardus Adrianus van Ketel

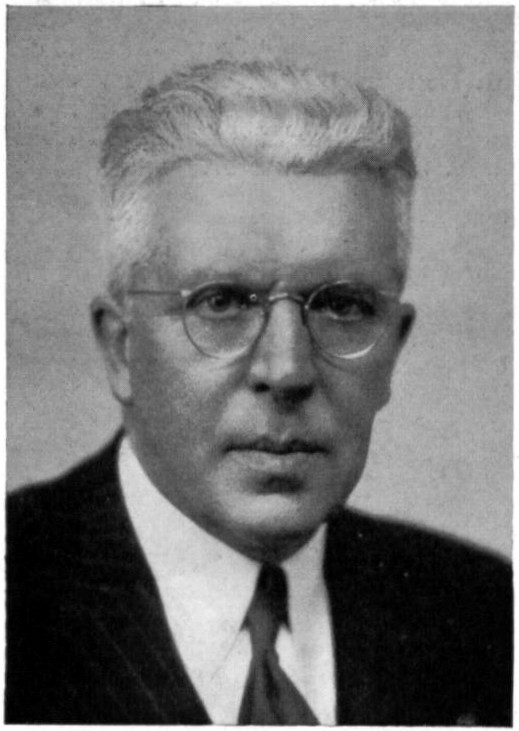
Albertus Bernardus Adrianus van Ketel

Albertus Bernardus Adrianus van Ketel (Barneveld, 30 maart 1878 - Amsterdam, 8 juni 1966) was een Nederlands econoom en hoogleraar in de bedrijfsleer aan de Tilburgse hogeschool.

## Levensloop
Van Ketel, zoon van Anneke van der Waal en Pieter Albertus van Ketel, werd geboren in Barneveld, waar zijn vader werkte als administrateur. Hij behaalde zijn LO-akte in 1896, en kort daarop ook zijn MO-akte in boekhouden.
Van Ketel werkte eerst enkele jaren als leraar. In 1901 begon hij bij de Rotterdamsche Bank, waar hij na enige jaren promoveerde tot procuratiehouder, en daarna tot algemeen procuratiehouder en bureau-chef van het Amsterdamse filiaal. In 1914 kreeg hij een directiepost bij de Bank Huydecoper en Van Dielen in Utrecht. In 1916 werd hij lid van de hoofddirectie van de Nationale Bankvereeniging (Natobank) te Utrecht, een uitbreiding van de Rotterdamsche Bank. In die tijd schreef hij samen met L. van Horssen enige boeken over boekhouden.
Om gezondheidsredenen verliet Van Ketel het bankwezen, en verbleef voor zijn herstel enige jaren in het buitenland. Hij bleef wel actief als commissaris bij enige Naamloze Vennootschappen. In 1931 promoveerde Van Ketel aan de Universiteit Gent op het proefschrift "Inwerking van de economische evolutie op wet en statuten der naamlooze vennootschap". Van 1934 tot 1938 was hij hoogleraar in de bedrijfsleer aan de Tilburgse hogeschool. Hij werd hier opgevolgd door Petrus Paulus van Berkum.
In de jaren 1930 was Van Ketel als een van de investeerders betrokken bij de renovatie en modernisering van het Hotel Krasnapolsky. Van Ketel was onderscheiden als ridder in de Orde van Sint-Gregorius de Grote.

## Personalia
Van Ketel was getrouwd met Johanna Catharina van Hemmen (26 april 1879 – 12 maart 1966), dochter van Victor van Hemmen en Geertruida Alida Adriana Bloemendaal. Ze hadden een zoon, Pieter Albertus (29 juni 1903 – 22 september 1922), die op 19-jarige leeftijd overleed.

## Publicaties
- 1912. Voor het mondeling staatsexamen: eene verzameling aanteekeningen, vragenen opstellen over handelsrekenen, ten dienste van hen, die zich bekwamen voor het examen boekhouden m.o. Met L. van Horssen. Delwel
- 1917. De rekening-courant: handboek voor praktijk en onderwijs. Met L. van Horssen. Dewel.
- 1923. Bankbalansen. Met J.V.L.M. Verbiest (1898-). Wassenaar : Delwel.
- 1931. Inwerking van de economische evolutie op wet en statuten der naamlooze vennootschap. Proefschrift Gent.
- 1932. Uiteenzetting van onderscheidene belasting-, handels- en sociale wetten, gevolgd door een verzameling vragen en opgaven betreffende handels- en wetskennis op onze examens. Met W. Soetekouw, H.D.M. Knol en L. van Horssen.
- 1938. De credietfunctie der productieondernemingen: schets van de colleges "Decredietfunctie der productieondernemingen".
- 1944. Schetsen uit de financiering der onderneming. Stenfert Kroese.

- Biografisch Portaal: 64033921
- International Standard Name Identifier: 0000 0003 8762 9735
- Nederlandse Thesaurus van Auteursnamen: 072242930
- Virtual International Authority File: 280632502
- WorldCat: E39PBJmTpvdv3v3P3xjdjKDrMP